# Twisted Metal: Head On
Twisted Metal: Head On ist ein kampforientiertes Rennspiel, welches von Incognito Entertainment entwickelt und von Sony Computer Entertainment zunächst für die PlayStation Portable und später auch für die PlayStation 2 veröffentlicht wurde. Der Titel stellt den siebten Teil der vor allem in Nordamerika erfolgreichen Twisted-Metal-Reihe dar. Er erschien im März 2005 in Nordamerika und gegen Ende desselben Jahres auch in Europa. Die Umsetzung für die PlayStation 2 erschien im Jahr 2008.

## Spielprinzip

### Allgemein
Twisted Metal: Head On baut auf dem erfolgreichen Konzept der Vorgänger auf, die Elemente von Rennspielen mit denen von Third-Person-Shootern vermischen. Der Spieler steuert auf einem abgesperrten Gebiet ein Fahrzeug, welches standardmäßig mit Maschinengewehren bewaffnet ist, die über unendliche Munition verfügen. Auf der Kampffläche tritt er gegen bis zu acht ebenfalls bewaffnete Fahrzeuge an und versucht, diese zu zerstören.

### Rennverlauf
Vor Rennbeginn werden die teilnehmenden Fahrzeuge an beliebigen Startpositionen auf einem abgesperrten Areal in gewissem Mindestabstand zueinander platziert. Nach dem Start können die Fahrzeuge uneingeschränkt das Renngebiet abfahren und Jagd auf ihre Gegner machen. Dazu stehen allen Fahrzeugen permanent montierte Maschinengewehre zur Verfügung, die über unbegrenzte Munition verfügen. Da diese allerdings nur wenig Schaden an gegnerischen Fahrzeugen anrichten, sind die Fahrer darauf angewiesen, stärkere Waffen gegen die Gegner zu finden. Diese sind an verschiedenen Orten auf der Strecke verteilt und können von jedem Fahrer aufgelesen werden. Zu den zusätzlichen Waffen zählen u. a. Granaten, Napalm und Raketen. Auf die gleiche Weise verhält es sich mit Reparatur-Kits, die zur Beseitigung von Schäden diesen. Jedes Fahrzeug besitzt zusätzlich noch eine individuelle Waffe, deren Vorrat sich mit der Zeit automatisch regeneriert.

## Rezeption
Bei Metacritic hat das Spiel eine Durchschnittswertung von 79, was als positiv gesehen werden kann.
Bei GameRankings erhielt es ähnlich gute Wertungen.
Eurogamer findet, dass das Spiel nicht den gleichen „WOW Faktor“ wie die Vorgänger hat. Für Neueinsteiger in der Serie wäre Twisted Metal: Black die bessere Wahl. Gerade das jedoch hob IGN besonders hervor, da es für Fans der Reihe Perfekt wäre.
Die PSP-Version schnitt durchweg deutlich besser als die PS2-Version ab.